# Trdnjava Revelin, Dubrovnik
Trdnjava Revelin je vzhodna obrambna trdnjava mesta Dubrovnik.
V času največje turške nevarnosti, ko so le-ti leta 1462 zavzeli Bosno, so Dubrovčani na vzhodni strani mesta sezidali trdnjavo Revelin. Zamišljena je kot samostojno stojča utrdba, ki naj bi dodatno varovala kopenski dostop k vratom s Ploč. Ime trdnjave prihaja od besede  rivelino , kar v utrdbenem gradbeništvu pomeni vrsto utrdbe zgrajene nasproti mestnim vratom, da bi se te lahko čim bolj zavarovale pred sovražnimi napadi.
Gradnja, ki jo je vodil Antonio Ferramolin, se je pričela 1538 in je trajala 11 let. V času gradnje trdnjave so prekinili vse druge gradnje, tako da bi lahko čim prej dokončali ta objekt. Trdnjava Revelin je postala najmočnejša mestna utrdba. Ta trdnjava nepravilnega štirikotnega tlorisa se z eno stranjo spušča proti morju, medtem ko je z ostalih treh strani zavarovana z globokim jarkom. Z mostom se preko obrambnega jarka naslanja na vhod v mesto pri Vratih s Ploč. Gradbena dela so bila opravljena zelo kvalitetno, tako da rušilni potres leta 1667 trdnjave ni prizadel. V Revelinu, ki je služil tudi kot upravno središče, so bile seje mestnih svetov, tja so bili prenešeni državna zakladnica Dubrovniške republike, zakladnica katedrale, pa tudi vse ostale pomembne mestne dragocenosti.